# Jordan (Guimaras)
Jordan è una municipalità di quarta classe delle Filippine, capoluogo della provincia di Guimaras, nella regione del Visayas Occidentale.
Jordan è formata da 14 baranggay:
- Alaguisoc
- Balcon Maravilla
- Balcon Melliza
- Bugnay
- Buluangan
- Espinosa
- Hoskyn
- Lawi
- Morobuan
- Poblacion
- Rizal
- San Miguel
- Santa Teresa
- Sinapsapan